# Tarcondímoto I

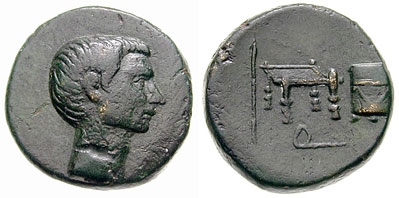
Moeda com efígie de Caio Sósio

Tarcondímoto I (em grego: Ταρκονδίμοτος; romaniz.: Tarkondímotos; em latim: Tarcondimotus; m. 31 a.C.) foi um rei cliente romano da Cilícia, que desempenhou um papel nas guerras civis romanas da República Romana Tardia. Com base em inscrições, sua família veio de Castabala e ele era filho de Estratão, e teve provavelmente dois filhos, Filopátor I e Tarcondímoto II, e uma filha chamada Júlia.
Tarcondímoto primeiramente apoio Pompeu na guerra civil contra Júlio César, mas após a derrota e morte de Pompeu foi perdoado por César e confirmado em seu título e possessões. O nome da filha de Tarcondímoto é provavelmente um indicativo de que também recebeu a cidadania romana.
Durante a guerra civil dos liberatores, apoiou Caio Cássio Longino, e depois Marco Antônio, a quem seguiu nos estágios iniciais de sua guerra contra Otaviano. Tarcondímoto foi morto em uma batalha naval em 31 a.C., lutando sob Caio Sósio contra Marco Vipsânio Agripa.